# Minyeralnije Vodi-i repülőtér
A Minyeralnije Vodi-i repülőtér (IATA: MRV, ICAO: URMM) (orosz nyelven: Аэропорт Минеральные Воды) nemzetközi repülőtér Oroszországban, amely Chsrkesszk és Minyeralnije Vodi közelében található. Éves utasforgalma 2 588 044 fő (2018).

## Futópályák
A repülőtér futópályái:
- 12/30

## Forgalom
Az utasforgalom az elmúlt években az alábbi módon változott:
| Utasok száma | 605 000 | 1 855 000 | 827 764 | 888 106 | 1 279 539 | 1 473 446 | 1 966 492 | 2 180 178 | 2 526 419 | 3 204 709 |
|              | 1965    | 1975      | 2008    | 2010    | 2012      | 2013      | 2015      | 2017      | 2019      | 2021      |